# Unico Wilhelm van Wassenaer
Unico Wilhelm van Wassenaer (Vassenaer) (ur. 2 listopada 1692 w Delden w prowincji Overijssel, zm. 9 listopada 1766 w Hadze) – holenderski hrabia; dyplomata, polityk i kompozytor. Autor dzieła Concerti Armonici, które do niedawna przypisywano niesłusznie Giovanniemu Pergolesiemu.

## Życiorys
Unico Willem van Wassenaer urodził się jako członek bogatej i potężnej rodziny, odznaczającej się wieloma osiągnięciami. Studiował prawo w Lejdzie. W 1723 poślubił Dodneę Lucię van Goslinga, z którą miał troje dzieci. Zajmował wiele stanowisk we władzach Republiki Zjednoczonych Prowincji, był ceniony zarówno jako polityk, jak i jako kompozytor. W latach 1763–1766 był Krajowym komturem Baliwatu Utrechckiego.
W latach 1725–1740 skomponował Concerti Armonici, lecz nie opublikował ich pod swoim nazwiskiem, ponieważ uważał, że to niegodne arystokraty lub może nie miał o sobie wysokiego mniemania jako o kompozytorze. Koncerty te opublikował więc w 1740 włoski skrzypek Carlo Ricciotti (1681–1756), któremu z początku je przypisywano. W latach 1979–1980 ich manuskrypt został znaleziony w zamku rodowym Twickel, miejscu urodzenia van Wassenaera. Na początku lat 90. XX wieku znaleziono jego trzy sonaty.